# Rio Camaipi do Vila Nova
Rio Camaipi do Vila Nova är ett vattendrag i Brasilien.   Det ligger i delstaten Amapá, i den norra delen av landet, 1 800 km norr om huvudstaden Brasília.
I omgivningarna runt Rio Camaipi do Vila Nova växer i huvudsak städsegrön lövskog. Runt Rio Camaipi do Vila Nova är det mycket glesbefolkat, med 2 invånare per kvadratkilometer.